# Patrick Sweeney
Patrick Sweeney, né le 12 août 1952, est un rameur d'aviron britannique. 

## Carrière
Patrick Sweeney participe aux Jeux olympiques de 1976 à Montréal et remporte la médaille d'argent avec le huit  britannique composé de John Yallop, Timothy Crooks, Richard Lester, David Maxwell, James Clark, Fred Smallbone, Leonard Robertson et Hugh Matheson. Lors des Jeux olympiques d'été de 1988 à Séoul, il remporte la médaille de bronze dans l'épreuve du deux avec barreur avec ses coéquipiers Andy Holmes et Steve Redgrave.